# Bière d'épinette

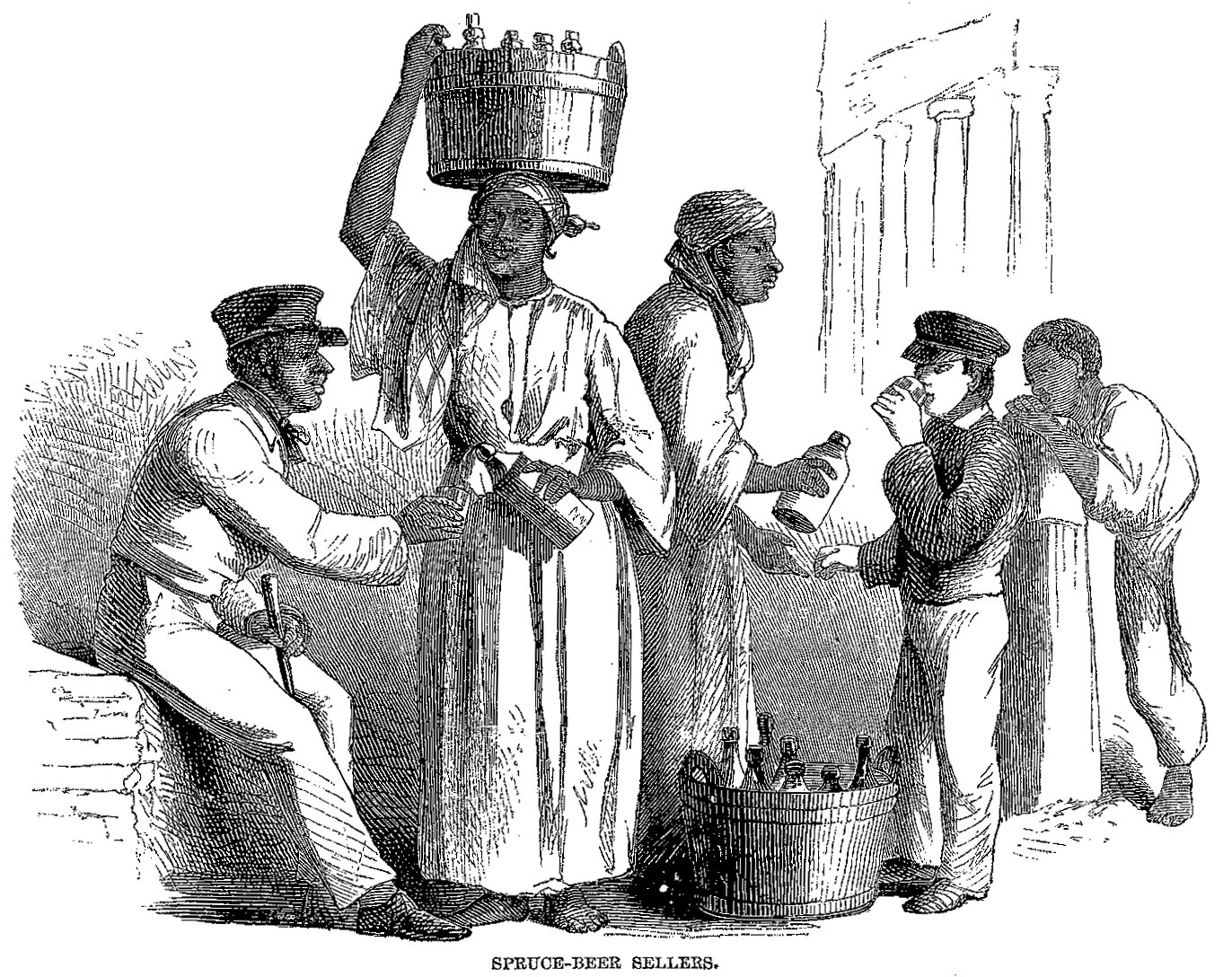
Vente de spruce beer en Jamaïque.

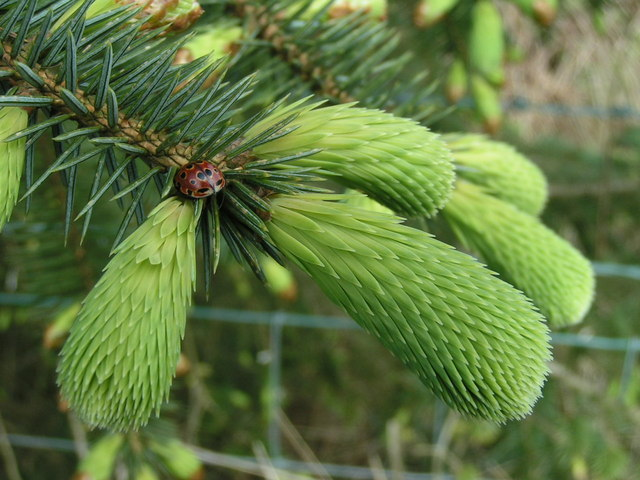
La pousse d'une épinette

La bière d'épinette ou sapinette est une bière traditionnelle aromatisée avec les bourgeons, les aiguilles, ou l'essence d'épinette (appelé aussi épicea). La bière d'épinette qu'on trouve aujourd'hui en Amérique et en Europe du Nord peut être alcoolisée ou non. La boisson gazeuse dite « bière d'épinette », malgré son nom, comme la bière de gingembre et la bière de racinette, ne sont pas des bières. 
Un certain nombre de saveurs sont associées avec cette boisson aromatisée : florale, d'agrume ou fruitée. Cette diversité dans la saveur vient probablement du choix des espèces d'épinette, de la saison durant laquelle les aiguilles sont récoltées, et du mode de préparation.
Les pousses fraîches d'épicéas et de nombreux pins sont une source naturelle de vitamine C.  Le capitaine Cook a fait de la bière d'épinette alcoolisée à base de sucre au cours de ses voyages maritimes afin d'assurer la prévention du scorbut pour son équipage,.

## Types
Bien que l'épicéa soit parfois utilisé comme ingrédient aromatisant remplaçant le houblon dans des bières artisanales ou industrielles, comme l'Alba Scots Pine Ale ou la Winter Ale de l'Alaskan Brewing Company, la seule bière commercialisée pouvant aujourd'hui se targuer du nom de « bière d'épinette » est la Spruce Beer de la Wigram Brewing Company, qui est basée sur la recette de bière brassée par le capitaine Cook en Nouvelle-Zélande en 1773. 
La recette de la bière d'épinette consiste à rassembler des aiguilles ou des pousses d'épicéa et à les faire bouillir dans de l'eau avec du sucre (sucre raffiné ou mélasse) et parfois du houblon et du malt, puis fermenter avec de la levure.